# Maserati A6GCS/53
La A6GCS/53 è una autovettura biposto da competizione costruita dalla Maserati dal 1953 al 1955.
Il modello contrassegnò la ricomparsa del doppio albero a camme in testa con il monoblocco in lega, derivanti dalla monoposto di Formula 2 A6 GCM. Questo motore, rivisitato da Gioachino Colombo, fu il primo 2 litri Maserati con struttura a corsa breve; questa caratteristica era stata applicata per raggiungere i 7.300 giri al minuto per una potenza di 170 cavalli. L'alesaggio e la corsa erano rispettivamente 76,5 e 72 mm.
Un'altra innovazione per una Maserati da competizione fu la doppia accensione con spinterogeno tipo Marelli. Il telaio come la carrozzeria, era opera di Medardo Fantuzzi, e derivava da quello installato sul modello precedente, vale a dire la A6 GCS, ma ora era avvolgente su tutto il corpo vettura. Questo telaio era tubolare con longheroni e traverse.
L'alimentazione era ad aspirazione libera con tre carburatori tipo Weber. Il motore aveva una cilindrata di 1985,6 cm³, e la distribuzione era con due valvole per cilindro e doppio albero a camme in testa. Era un motore in linea a sei cilindri ed aveva un rapporto di compressione di 8,75:1. La velocità massima della vettura era di 235 km/h.
I freni erano a tamburo sulle ruote con comando idraulico. Le sospensioni erano formate da ammortizzatori idraulici Houdaille e barre stabilizzatrici. Quelle anteriori montavano molle elicoidali, mentre quelle posteriori erano a ponte fisso con balestre. Il cambio aveva quattro rapporti più la retromarcia. Lo sterzo era a vite senza fine.
Vennero fabbricati 52 esemplari e quattro motori. Nove di questi modelli completi furono esportati negli Stati Uniti d'America. Tre esemplari spider furono ricarrozzati da Vignale, Frua e Scaglietti, mentre Pininfarina mise mano a quattro coupé berlinetta, ancora oggi circolanti. Queste carrozzerie erano in alluminio.
La A6GCS/53 barchetta fu un modello di successo nelle competizioni e conquistò parecchie gare; debuttò nel 1953 alla Mille Miglia. Nel 1953 e nel 1954 Luigi Musso vinse il campionato italiano 2 litri sport e, sempre nel 1954, nella stessa classe la Targa Florio ed il Giro di Sicilia. Nel 1955 la pilota Maria Teresa de Filippis arrivò seconda al campionato italiano. La vettura s'impose anche in gare internazionali; Luigi Musso e Sergio Mantovani conquistarono per la categoria 2 litri il RAC Tourist Trophy del 1954, mentre Benoit Musy vinse sul circuito di Spa-Francorchamps ed Emanuel Toulo de Graffenried sul circuito di Interlagos.

## La versione berlinetta della Pinin Farina

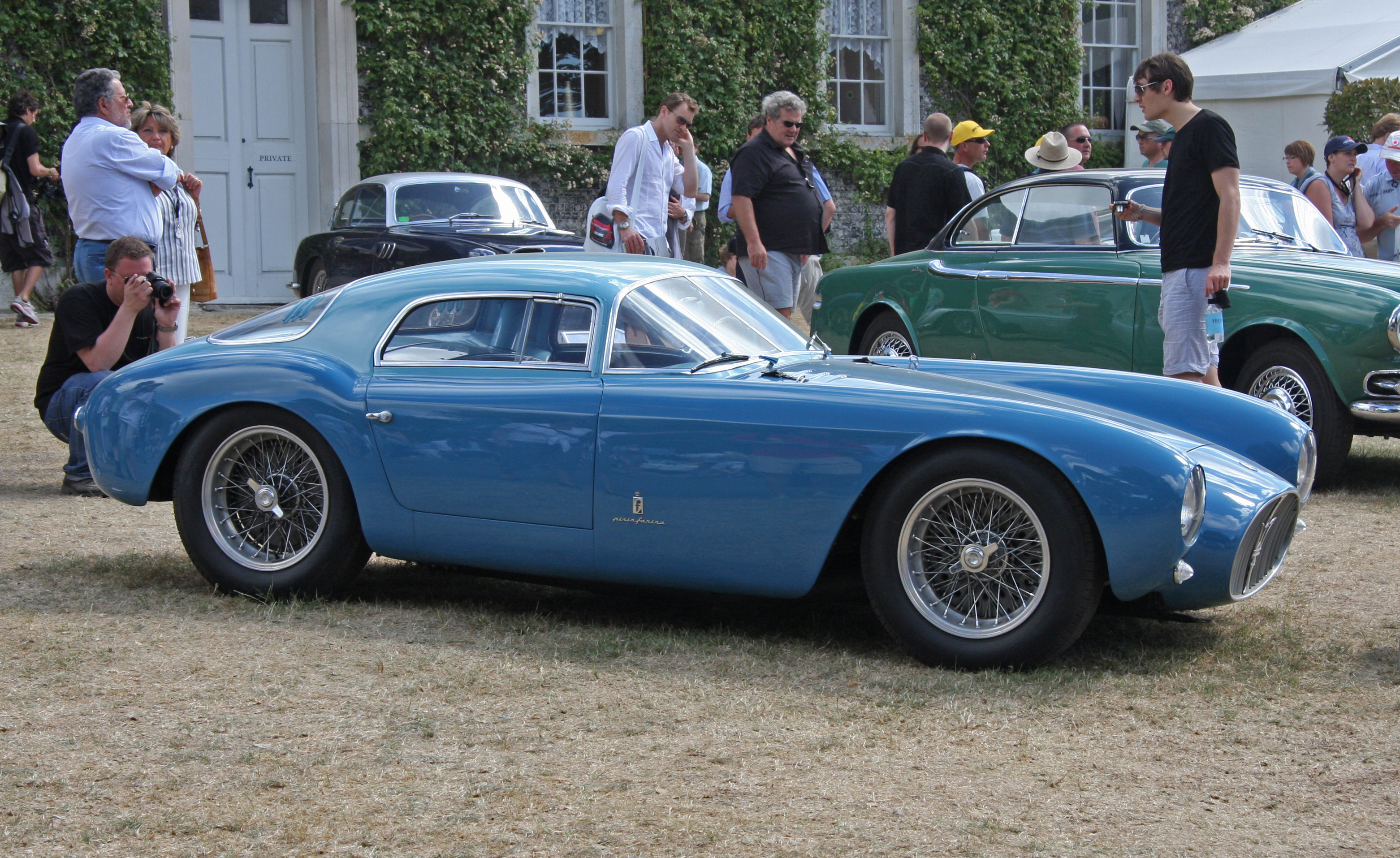
La Maserati A6GCS/53 Pinin Farina Berlinetta

Definita sessant'anni dopo l'auto del centenario Maserati dai cultori del marchio e dalla casa madre, durante i festeggiamenti dei Cento anni Maserati nel 2014, la A6 GCS Pinin Farina Berlinetta del 1953 (numeri di telaio 2056, 2057, 2059 e 2060) è una berlinetta caratterizzata da un padiglione estremamente rastremato e da una linea molto filante e moderna.
In realtà, la linea venne disegnata da Aldo Brovarone per un nuovo modello Cisitalia che non entrò in produzione in seguito al grave dissesto economico dell'azienda. Battista Farina trovò il disegno interessante e assunse Brovarone con il compito di adattare il progetto all'autotelaio Maserati.
Presentata al Salone dell'automobile di Torino è stata realizzata in appena 4 esemplari, ma ha totalizzato molti successi. La "A6 GCS" ha ispirato Marco Tencone nel realizzare lo stile della Maserati Alfieri del 2013, concept car realizzata dalla Maserati per festeggiare i primi 100 anni di storia. Un esemplare custodito al Museo Panini Maserati di Modena ha vinto il trofeo Auto & Design per lo stile più emozionante assegnato dalla giuria del Concorso d'eleganza Villa d'Este durante l'edizione 2014.